# Rubén Moreira
Rubén Ignacio Moreira Valdez (Saltillo, Coahuila; 18 de abril de 1963) es un abogado y político mexicano, miembro del Partido Revolucionario Institucional (PRI). Cuenta con un posgrado en Política y Gestión Educativa en la Facultad Latinoamericana de Ciencias Sociales en México y una maestría en Gobernanza y Derechos Humanos por la Universidad Autónoma del Noreste, así como un posgrado en la Universidad del Valle de Atemajac; el Centro de Estudios Carbonell; el Instituto Tecnológico y de Estudios Superiores de Monterrey; la Universidad Iberoamericana y la Universidad de Salamanca. Desde el 29 de septiembre de 2018 es Diputado Federal y actualmente se desempeña como Coordinador del Grupo Parlamentario del Partido Revolucionario Institucional en la Cámara de Diputados de México.
En el ámbito de la administración pública, ha ocupado diversos cargos en los tres órdenes de gobierno.
En 2009 fue diputado federal por Saltillo, obteniendo más del 73% de los sufragios. Se desempeñó como Coordinador de la Fracción Parlamentaria de Coahuila en la LXI Legislatura, así como, Presidente de la Comisión de Derechos Humanos e integrante de las comisiones de Cultura; Defensa Nacional; entre otras.
Con 721,261 sufragios a su favor, el 1 de diciembre de 2011, rindió protesta como Gobernador Constitucional del Estado de Coahuila de Zaragoza, para el período 2011-2017.
En el Partido Revolucionario Institucional, ha encabezado numerosas áreas, desde el ámbito municipal como Secretario de Elecciones del Comité Municipal de Saltillo, Coahuila, hasta el nacional como Secretario General del Comité Ejecutivo Nacional del PRI.
Se ha desempeñado como catedrático en diversas universidades y participado en numerosas colaboraciones académicas y editoriales.

## Formación

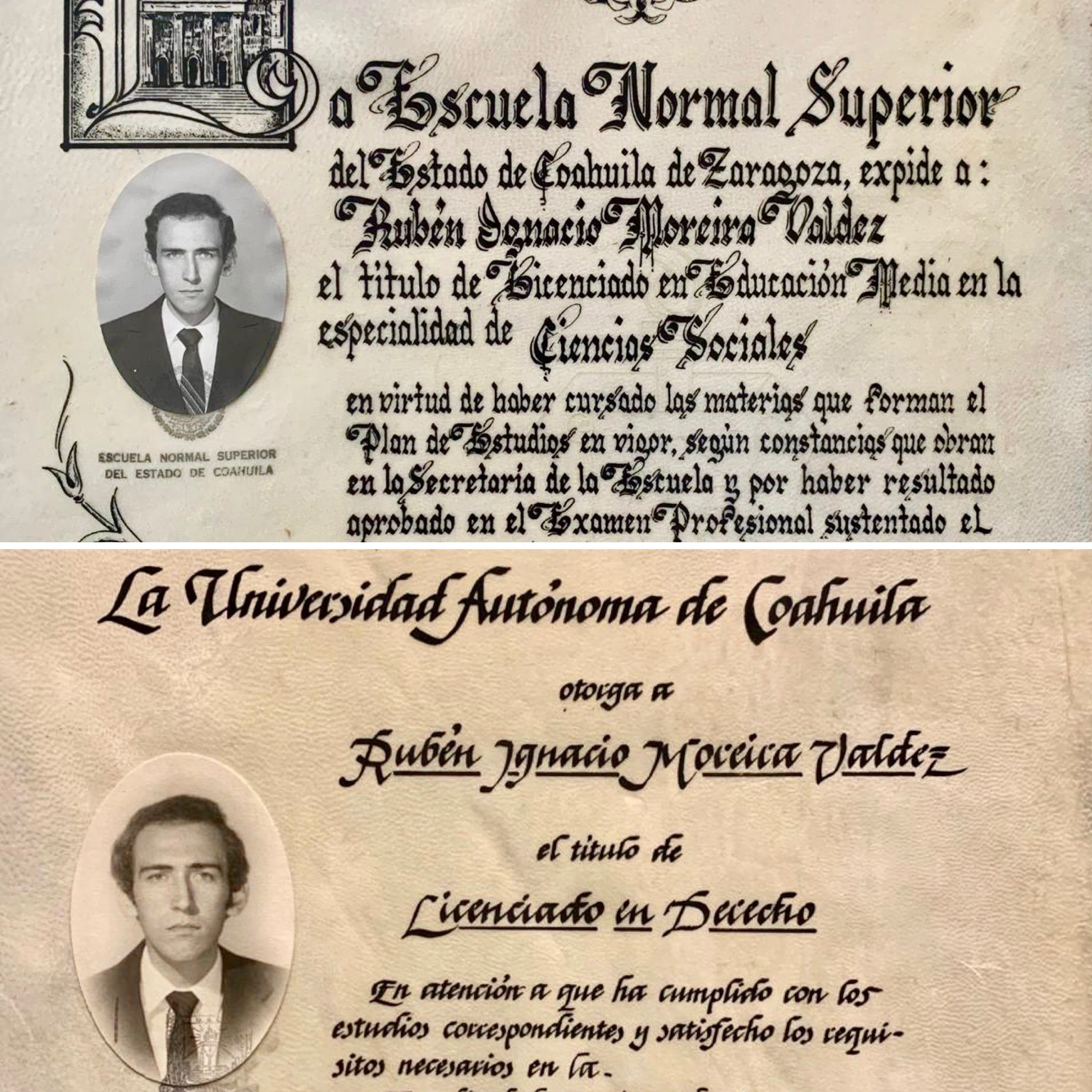
Formación académica.

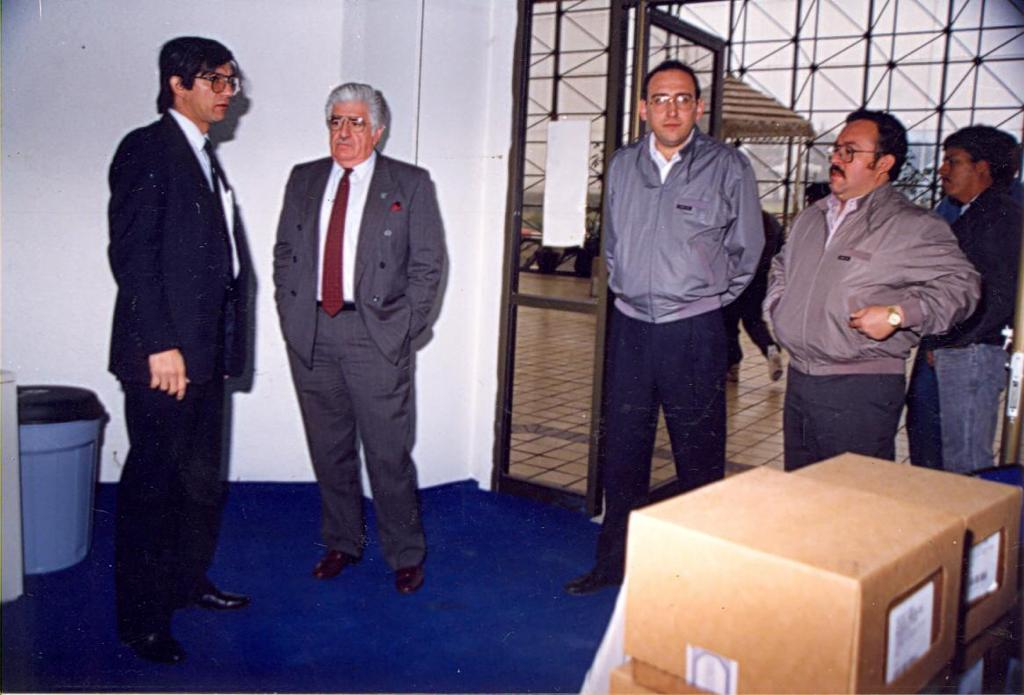
Función pública.

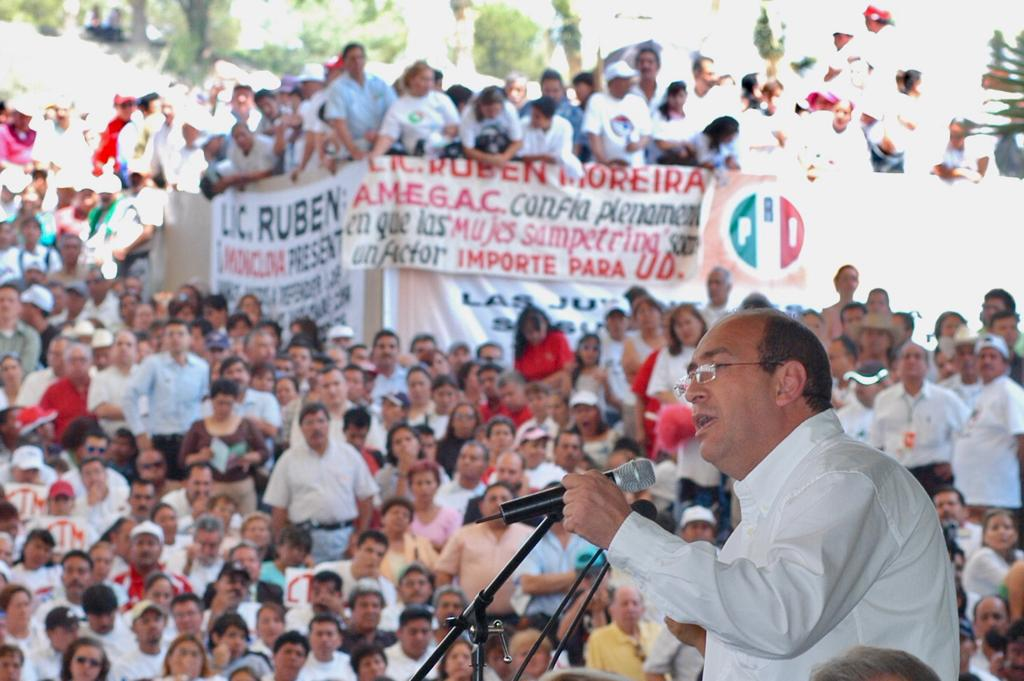
Trayectoria partidista.

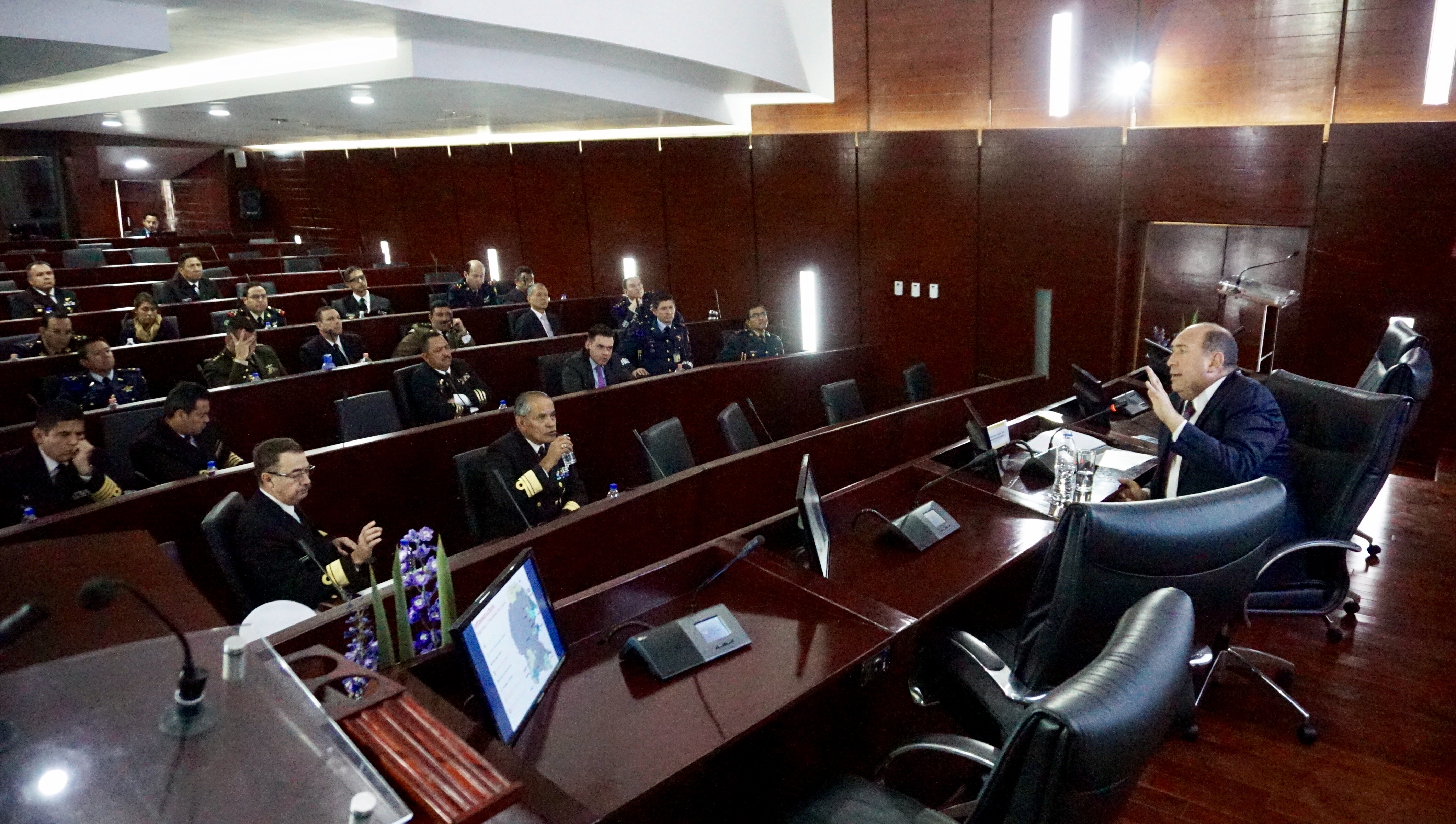
Experiencia como académico.

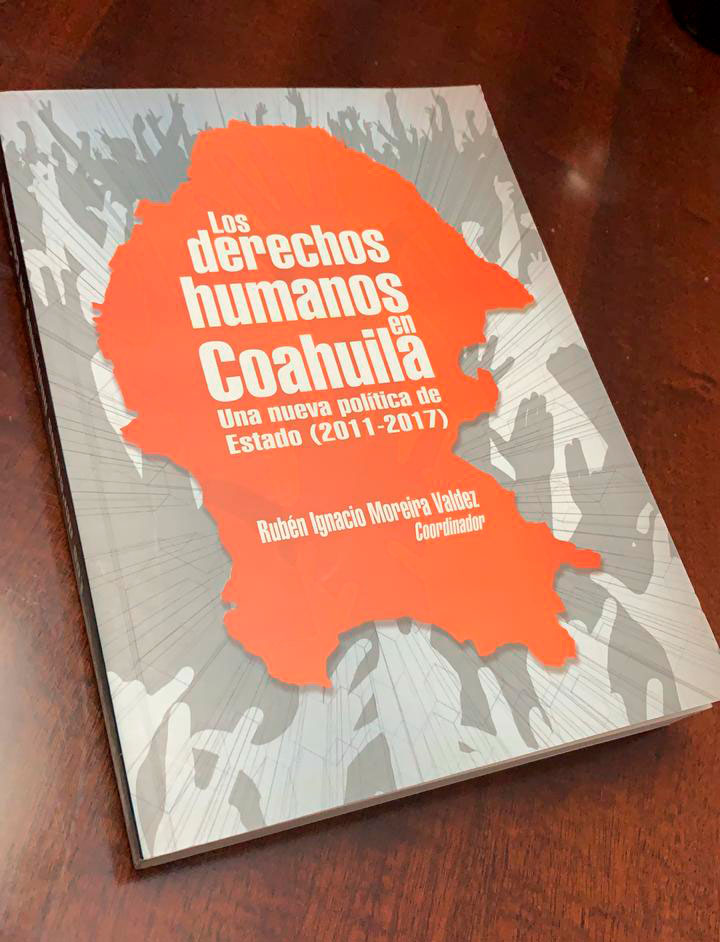
Colaboraciones académicas y editoriales.

Es licenciado en Derecho por la Universidad Autónoma de Coahuila y en Ciencias Sociales por la Escuela Normal Superior de su estado. Cuenta con un posgrado en Política y Gestión Educativa en la Facultad Latinoamericana de Ciencias Sociales en México y una maestría en Gobernanza y Derechos Humanos por la Universidad Autónoma del Noreste. Ha realizado estudios en la Universidad del Valle de Atemajac; el Centro de Estudios Carbonell; el Instituto Tecnológico de Estudios Superiores de Monterrey; la Universidad Iberoamericana y la Universidad de Salamanca. 

## Función pública
En el ámbito de la administración pública, ha ocupado los cargos de secretario de Acuerdo y Trámite de la Cuarta Sala del Tribunal Superior de Justicia de Coahuila; secretario del Ayuntamiento de Saltillo y secretario técnico del Consejo Estatal Electoral.
En el Gobierno de Coahuila, se desempeñó como secretario Particular y subsecretario de Asuntos Políticos de la Secretaría de Gobierno; así como, subsecretario de Planeación Educativa y director jurídico de la Secretaría de Educación Pública.

## Puestos de elección popular
En 2009 participó en la contienda para diputado federal por el Distrito 04, con cabecera en Saltillo, obteniendo más del 73% de los sufragios[cita requerida]. En su gestión como diputado, se desempeñó como Coordinador de la Fracción Parlamentaria de Coahuila en la LXI Legislatura, así como, Presidente de la Comisión de Derechos Humanos e integrante de las comisiones de Cultura; Defensa Nacional; Concordia y Pacificación de Chiapas y de las comisiones especiales de Seguimiento a las Agresiones a Periodistas y Medios de Comunicación; de Análisis del Presupuesto de Gastos Fiscales y la de Vigilancia del Correcto Uso de los Recursos Federales, Estatales y Municipales en los Procesos Electorales. En ese mismo período, asumió la presidencia del Grupo Plural de Trabajo para dar seguimiento al proceso judicial a ex servidores públicos del estado de Michoacán y formó parte del Grupo de Amistad con la República Árabe Saharaui y la República de Cuba.
Después de haber ganado la elección estatal de 2011 con 721,261 sufragios a su favor, que significaron el 61.48% de la votación total de esa elección, el 1 de diciembre de 2011, rindió protesta como Gobernador Constitucional del Estado de Coahuila de Zaragoza, para el período 2011-2017.
Actualmente es coordinador electo del grupo parlamentario del PRI de la LXV Legislatura de la Cámara de Diputados

## Trayectoria partidista
En el Partido Revolucionario Institucional, se ha desempeñado como Secretario de Elecciones del Comité Municipal de Saltillo; miembro y asesor de la Confederación de Trabajadores de México en Coahuila, así como, Secretario de Acción Electoral del Comité Ejecutivo Nacional de la CNOP. Ha sido Consejero Político municipal, estatal y nacional; Representante ante el Consejo Estatal Electoral; Secretario General Adjunto del Comité Directivo Estatal y Presidente del Comité Directivo Estatal del PRI en Coahuila. A nivel nacional, se desempeñó como Secretario de Acción Electoral; Secretario de Organización; Secretario General del Comité Ejecutivo Nacional del PRI y Delegado Especial para la elección extraordinaria de Monterrey, Nuevo León, en el Proceso Electoral 2018.

## Experiencia como académico
Se ha desempeñado como catedrático en las universidades: Autónoma de Coahuila; Autónoma del Noreste y en el Instituto Estatal de Capacitación del Magisterio; así como, en el Colegio Nacional de Estudios Profesionales y en el Instituto de Capacitación Política.

## Colaboraciones académicas y editoriales
Ha participado en diversos congresos y foros nacionales e internacionales, y dictado numerosas conferencias. Como editorialista, ha colaborado en más de veinte periódicos de circulación nacional.[cita requerida]

## Libros publicados.
1)Jaque Mate al Crimen Organizado (Editorial Planeta) Libro que habla sobre la estrategia multidimensional y de 15 puntos que se llevó a cabo para combatir al crimen organizado en Coahuila. 
2) Derechos Humanos En Coahuila; Una Nueva Política De Estado (2011-2017) (Editorial Purrúa) 
3) Mucho más temprano que tarde.

## Intervenciones en Tribuna de la Cámara de Diputados. LXIV Legislatura.
- Iniciativa que tiene por objeto establecer que toda persona tendrá derecho a contraer matrimonio.

- Después de muchas horas de análisis, consulta y debate, queremos entregar a los mexicanos una institución, una Guardia Nacional, de carácter civil que enfrente el reto de traer la tranquilidad a las grandes ciudades, caminos, carreteras y pequeñas poblaciones.

- Reservas a la Ley de Ingresos para eliminar la fracción IX del artículo 25, pues de permanecer como está, dijo, causará un grave daño a municipios de todo el país donde se hace la inversión de los derechos.

- Intervención con motivo de la Reforma Constitucional para reconocer derechos de Afromexicanos.

- Intervención con motivo del 80 Aniversario del Exilio Republicano Español y la colocación de las Letras de Oro en su honor.